# John Campbell, 4. Earl of Loudoun

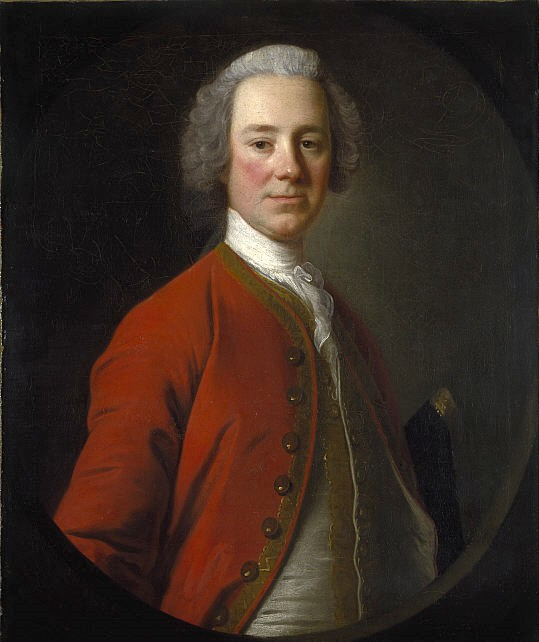
John Campbell, 4. Earl of Loudoun. Ölgemälde von Allan Ramsay, um 1750

John Campbell, 4. Earl of Loudoun (* 5. Mai 1705 auf Loudoun Castle, Ayrshire; † 27. April 1782 ebenda) war ein britischer Peer, Politiker und General.

## Leben
Campbell war der einzige Sohn des schottischen Adligen Hugh Campbell, 3. Earl of Loudon. Seine Mutter war Lady Margaret Dalrymple, Tochter von John Dalrymple, 1. Earl of Stair. Er war somit Angehöriger des Clan Campbell, eines Clans, der sich während der Jakobitenaufstände loyal gegenüber der britischen Regierung verhielt.
Er erbte 1731 die Titel seines Vaters als Earl of Loudoun und er war von 1734 bis 1782 schottischer Representative Peer im britischen House of Lords.
1727 trat er in die British Army ein. Im April 1741 wurde er Kommandant des Stirling Castle, 1743 dann Aide-de-camp des Königs Georg II. Beim Ausbruch des Jakobitenaufstands 1745 hob er ein Regiment von Highlandern aus, zu dessen Colonel (Oberst) er ernannt wurde; es wurde in der Schlacht bei Prestonpans jedoch fast vollständig ausgelöscht. Nach der Schlacht setzte er mit der Sloop Saltash nach Inverness über, wo er binnen sechs Wochen an die 2000 Mann rekrutierte. Mit diesen neuen Truppen befreite er das vom Clan Fraser belagerte Fort Augustus. Anschließend zog er über Inverness zum Dounie Castle, wo er den Lord Lovat, einen der Rädelsführer des Aufstands, festnahm und als Geisel nach Inverness brachte; Lovat konnte jedoch bald entkommen. Im Frühjahr 1746 floh er vor dem Vormarsch der jakobitischen Streitmacht aus Inverness nach Sutherlandshire und setzte sich schließlich mit rund 800 Getreuen auf die Insel Skye ab.
Im Verlauf des Siebenjährigen Krieges wurde er am 17. Februar 1756 zum Kapitän-General und Gouverneur der Kolonie Virginia ernannt, im März des Jahres dann zum kommandierenden General aller britischen Landstreitkräfte in Nordamerika. Er erreichte New York im Juli des Jahres und begab sich umgehend nach Albany, wo die größte britischen Streitmacht quartierte. Loudoun sah sich einer schwierigen Ausgangslage gegenüber: die Franzosen hatten seinen Vorgänger Edward Braddock in der Schlacht am Monongahela vernichtend geschlagen und die Kontrolle über das Ohiotal übernommen; in weiteren Offensiven hatten sie Oswego im Norden New Yorks eingenommen. Seine Zeit als Kommandierender Nordamerikas zeichnete sich Loudoun vor allem durch Untätigkeit aus; er führte keine einzige Offensive durch. Über Monate plante er einen Angriff auf die französische Festung Louisbourg, verzögerte diese aber immer wieder, so dass den Franzosen genug Zeit blieb, Louisbourg zu verstärken, und der Angriffsplan aufgegeben wurde. Im Februar 1758 wurde Loudoun abberufen.
Ein letztes Mal wurde er 1762 einberufen, diesmal als Vizekommandant des britischen Expeditionskorps in Portugal. Nach dem Ende seiner militärischen Karriere widmete er sich auf seinem Sitz Loudoun Castle der Landschaftsgärtnerei. Er ließ angesalbte Bäume, die nicht in schottischen Gefilden vorkommen, entfernen, und ließ stattdessen vor allem Weiden pflanzen.
Er starb 1782 als Junggeselle, sein Titel ging auf seinen Vetter James Mure-Campbell über.

## Ehrungen
Folgende geographische Orte sind nach ihm benannt:
- Fort Loudoun, Tennessee
- Loudonville, New York (Hamlet innerhalb der Stadt Colonie)
- Loudon, New Hampshire
- Loudoun County, Virginia